# Yüzören, Horasan
Yüzören là một xã thuộc huyện Horasan, tỉnh Erzurum, Thổ Nhĩ Kỳ. Dân số thời điểm năm 2011 là 387 người.